# Stará Voda (Slovacchia)
Stará Voda (in ungherese Óvíz, in tedesco Altwasser) è un comune della Slovacchia facente parte del distretto di Gelnica, nella regione di Košice.